# End User License Agreement
EULA (End-User-License-Agreement) je licence pro koncového uživatele softwaru určující, co uživatel smí a nesmí dělat. Je možné, aby byl zdrojový kód open source, ale výsledný produkt už spadá pod EULA, kde se hovoří o zákazu editace a šíření tohoto programu (viz Mozilla Firefox). Některé programy v závěru EULA při instalaci zmiňují instalaci dodatečného škodlivého programu, jedná se o tzv. grayware.[zdroj?]